# Thailand Open 2020
Thailand Open 2020, oficiálně GSB Thailand Open presented by E@ 2020, byl tenisový turnaj pořádaný jako součást ženského okruhu WTA Tour, který se odehrával na otevřených dvorcích s tvrdým povrchem v komplexu True Arena Hua Hin. Probíhal mezi 10. až 16. únorem 2020 v thajském Chua Chinu jako druhý ročník turnaje. 
Událost s rozpočtem 275 000 dolarů patřila do kategorie WTA International. Nejvýše nasazenou hráčkou ve dvouhře se stala čtvrtá žena klasifikace Elina Svitolinová z Ukrajiny. Jako poslední přímá účastnice do dvouhry nastoupila 225. hráčka žebříčku Číňanka Jüan Jüe.
Druhý singlový titul na okruhu WTA Tour získala 28letá Polka Magda Linetteová, jež se poprvé posunula do první světové čtyřicítky, na 37. místo žebříčku WTA. Deblovou soutěž ovládly Australanky Arina Rodionovová a Storm Sandersová, které získaly premiérovou společnou trofej.

## Distribuce bodů a finančních odměn

### Distribuce bodů
| Soutěž  | vítězky | finalistky | semifinalistky | čtvrtfinalistky | 16 v kole | 32 v kole | Q  | Q2 | Q1 |
| ------- | ------- | ---------- | -------------- | --------------- | --------- | --------- | -- | -- | -- |
| dvouhra | 280     | 180        | 110            | 60              | 30        | 1         | 18 | 12 | 1  |
| čtyřhra | 280     | 180        | 110            | 60              | 1         | —         | —  | —  | —  |

### Finanční odměny
| dvouhra                               | 43 000 $ | 21 400 $ | 1 600 $ | 6 275 $ | 3 600 $ | 2 300 $ | 1 685 $ | 1 100 $ |
| čtyřhra                               | 12 300 $ | 6 400 $  | 3 435 $ | 1 820 $ | 960 $   | —       | —       | —       |
| částky ve čtyřhře jsou uváděny na pár |          |          |         |         |         |         |         |         |

## Ženská dvouhra

### Nasazení
| Stát                         | Hráčka            | WTA | Nasazení |
| ---------------------------- | ----------------- | --- | -------- |
| Ukrajina                     | Elina Svitolinová | 4.  | 1.       |
| Chorvatsko                   | Petra Martićová   | 15. | 2.       |
| Čína                         | Wang Čchiang      | 27. | 3.       |
| Čína                         | Čeng Saj-saj      | 36. | 4.       |
| Polsko                       | Magda Linetteová  | 42. | 5.       |
| Čína                         | Wang Ja-fan       | 56  | 6        |
| Čína                         | Ču Lin            | 70. | 7.       |
| Japonsko                     | Nao Hibinová      | 84. | 8.       |
| Žebříček WTA k 3. únoru 2020 |                   |     |          |

### Jiné formy účasti
Následující hráčky obdržely divokou kartu do hlavní soutěže:
- Eugenie Bouchardová
- Patčarin Čeapčandejová
- Petra Martićová
- Wang Čchiang

Následující hráčka nastoupila do hlavní soutěže pod žebříčkovou ochranou:
- Kateryna Bondarenková

Následující hráčky si zajistily postup do hlavní soutěže v kvalifikaci:
- Ulrikke Eikeriová
- Leonie Küngová
- Liang En-šuo
- Čihiró Muramacuová
- Ellen Perezová
- Storm Sandersová

Následující hráčka postoupila z kvalifikace jako tzv. šťastná poražená:
- Peangtarn Plipuečová

### Odhlášení
před zahájením turnaje
- Paula Badosová → nahradila ji  Jüan Jüe
- Eugenie Bouchardová[6] → nahradila ji  Peangtarn Plipuečová
- Priscilla Honová → nahradila ji  Bibiane Schoofsová
- Sie Šu-wej → nahradila ji  Natalija Kostićová
- Maddison Inglisová → nahradila ji  Arina Rodionovová
- Danka Kovinićová → nahradila ji  Ankita Rainová
- Barbora Krejčíková → nahradila ji  Chloé Paquetová
- Tatjana Mariová → nahradila ji  Jou Siao-ti
- Samantha Stosurová → nahradila ji  Chan Sin-jün
- Dajana Jastremská → nahradila ji  Wang Sin-jü

## Ženská čtyřhra

### Nasazení
| Stát                                                                     | Hráčka            | Stát      | Hráčka            | WTA  | Nasazení |
| ------------------------------------------------------------------------ | ----------------- | --------- | ----------------- | ---- | -------- |
| Japonsko                                                                 | Nao Hibinová      | Japonsko  | Miju Katová       | 246. | 1.       |
| Čína                                                                     | Pcheng Šuaj       | Čína      | Wang Ja-fan       | 149. | 2.       |
| Japonsko                                                                 | Eri Hozumiová     | Japonsko  | Makoto Ninomijová | 170. | 3.       |
| Austrálie                                                                | Arina Rodionovová | Austrálie | Storm Sandersová  | 183. | 4.       |
| Žebříček WTA k 3. únoru 2020; číslo je součtem umístění obou členek páru |                   |           |                   |      |          |

### Jiné formy účasti
Následující páry získaly do soutěže divokou kartu:
- Kateryna Bondarenková /  Tamarine Tanasugarnová
- Ng Kwan-yau /  Elina Svitolinová

## Přehled finále

### Ženská dvouhra
- Magda Linetteová vs.  Leonie Küngová, 6–3, 6–2

### Ženská čtyřhra
- Arina Rodionovová /  Storm Sandersová vs.  Barbara Haasová /  Ellen Perezová, 6–3, 6–3